# پایگاه هوایی سنت دیزیر – رابینسن
پایگاه هوایی سنت دیزیر – رابینسن (به انگلیسی: Saint-Dizier – Robinson Air Base) (به زبان بومی: Base aérienne 113 Saint-Dizier-Robinson) یک فرودگاه نظامی است که یک باند فرود آسفالت دارد و طول باند آن ۲۴۱۴ متر است. این فرودگاه در شهر سنت دیزیر، فرانسه کشور فرانسه قرار دارد و در ارتفاع ۱۴۰ متری از سطح دریا واقع شده است.